# Australobius feae
Australobius feae är en mångfotingart som först beskrevs av Pocock R. I. 1891. Australobius feae ingår i släktet Australobius och familjen stenkrypare.
Artens utbredningsområde är Myanmar.

## Underarter
Arten delas in i följande underarter:
- A. f. feae
- A. f. percalcaratus
- A. f. simpliciunguis